# Українець Іван Каленикович
Іва́н Кале́никович Украї́нець (18 серпня 1888, Волинь — 7 травня 1945, Миргород) — український художник, майстер розпису на фарфорі.

## Біографія
Народився 6 [18] серпня 1888 на Волині. В 1913—1917 роках навчався у Миргородській художньо-промисловій школі імені Миколи Гоголя у Опанаса Сластіона. У 1917—1926 роках працював на Баранівському фарфоровому заводі. У 1927—1941 роках — викладач керамічного технікуму в Миргороді. Помер в Миргороді 7 травня 1945 року.

## Твори
Автор агітаційних тарілок, тематичних ваз, подарункових чашок з революційними гаслами, портретами діячів Комуністичної партії; чайних сервізів, прикрашених українським орнаментом. Серед творів:
- майолікова ваза (1916, музей Миргородського художньо-промислового коледжу);
- тарілки «Виконаймо зустрічний» (фарфор, розпис, 1929, музей Миргородського художньо-промислового коледжу);
- тарілка з портретом Григорія Петровського (1930, музей Миргородського художньо-промислового коледжу);
- плакетка «Ілліч» (1931);
- кухоль з портретом Дмитра Менделєєва (1932);
- тарілка «Колективізація — наш добробут» (Полтавський краєзнавчий музей).